# National Statistical Office
Das National Statistical Office ist die staatliche Statistikbehörde von Malawi. Das Hauptquartier dieser Institution befindet sich in Zomba. Regionalstellen gibt es in Blantyre, Lilongwe und Mzuzu.

## Rechtliche Grundlagen
Die wichtigste Rechtsgrundlage für die Statistikbehörde Malawis ist der National Statistics Act von 2013. Sie definiert die Errichtung der Behörde mit ihren Aufgaben, die Stellung ihres Leiters, des Commissioner for Statistics und die Errichtung des National Statistical System.

## Struktur
Im Hauptquartier ist der Amtssitz des Commissioner of Statistics und seines Stellvertreters (Deputy Commissioner of Statistics), sowie die allgemeine Verwaltung, Buchhaltung und Personalverwaltung. Der Commissioner of Statistics wird durch den Präsidenten Malawis ernannt.
Ferner gibt es drei Hauptabteilungen:

### Economics Division
In diesem Bereich werden Daten zu Fragen des Außenhandels, Staatshaushalts, Beschäftigungssektors, Verbraucherpreisindex, der Zahlungsbilanzen, Wirtschaftsaktivitäten, Industrieproduktion, Armutsgefährdung sowie des Tourismus gesammelt und ausgewertet.
Hier entstehen das jährliche Economic Survey, das fünfjährig aufgestellte Integrated Household Survey sowie weitere spezielle Untersuchungsberichte.

### Demography Division
In diesem Bereich liegt die Verantwortung für Volkszählungen, die in einem zehnjährigen Rhythmus durchgeführt werden. Zu den Arbeiten dieses Ressorts gehören weitere demographische Analysen, wie das Demographic and Health Survey (DHS), eine Erhebung zu Gesundheitsfragen in der Bevölkerung.

### Agriculture Division
In diesem Bereich werden Daten über die ländlichen Regionen Malawis gesammelt. Eine wichtige Publikation ist Core Welfare Indicator Questionnaire (CWIQ). Hierbei geht es um Gemeinwohlfragen und Fürsorgeaspekte.

## Publikationen
Das National Statistical Office stellt mehrere gedruckte und digitale Publikationen bereit. Das sind beispielsweise:
- Statistical Yearbook, erscheint jährlich, online ab 2001[3]
- Quarterly Statistical Bulletin, erscheint quartalsweise[4]
- Monthly Statistical Bulletins
- Malawi: An Atlas of Social Statistics, 2002[5]
- Integrated Household Survey
- Demographic Health Survey
- Population and Housing Census
- NSS Strategic Plan